# 林希逸
林 希逸（りん きいつ、1193年 - 1271年）は、中国南宋の儒者。主著に三教合一的な『老子鬳齋口義』（ろうしけんさいこうぎ/くぎ）『荘子鬳齋口義』があり、中国よりも江戸時代の日本で盛んに読まれた。

## 人物
『宋元学案』巻47や『万姓統譜』、『閩中理学淵源考』に短い伝がある。
字は粛翁、号に竹渓、鬳齋。福清（現福建省）の人。端平2年（1235年）進士となり、秘省正字・司農少卿・中書舎人などを務めた。
子孫に渡日僧の即非如一がいる。

## 著作・学問
『老子』『荘子』『列子』に対する注釈書『老子鬳齋口義』『荘子鬳齋口義』『列子鬳齋口義』（通称『三子口義』、伝本によって題が異なる場合あり）があり、「儒老合一」「仏荘合一」「老荘分離」的な解釈を特徴とする。
その他の現存著作に『竹渓膚斎続集』、『考工記解』、枯崖円悟『枯崖漫録』跋、劉翼『心游摘稿』序がある。散佚著作に『易義』『春秋伝』がある。
林艾軒の学統（艾軒学派）に属する。艾軒は程門の後裔であり朱熹の知人でもある。艾軒学派は次第に三教合一的になり、特に希逸は大慧宗杲の看話禅にも通じていた。

## 日本における受容
江戸時代には、三子口義、なかでも儒老合一的な『老子鬳齋口義』が盛んに読まれた。そのきっかけは林羅山である。元和4年（1618年）、羅山は『老子鬳齋口義』に訓点（道春点）と頭注、序を附して出版した。さらに正保2年（1645年）、羅山は同書にもとづく和文注釈書『老子抄解』を執筆した。 
三子口義の前に主流だった注は、『老子』は河上公注、『荘子』は郭象注、『列子』は張湛注だった。その中で、惟肖得巌ら五山文学僧が三子口義を先んじて受容していた。羅山が三子口義と出会ったのも、14歳のとき建仁寺で英甫永雄のもと『荘子鬳齋口義』を講読したのがきっかけだった。 
三子口義が主流の注になると、佚斎樗山『田舎荘子』などにもその解釈が反映された。一方、陳元贇や貝原益軒、太宰春台ら徂徠学派、東条一堂ら折衷学派は、三子口義の解釈を批判した。

### 関連文献
- 池田知久「日本における林希逸『荘子鬳齋口義』」『道家思想の新研究 『荘子』を中心として』汲古書院、2009年。ISBN 9784762928512。
- 松下道信 主編、小島毅・横手裕 監修『林希逸『老子鬳齋口義』訳註稿』東京大学大学院人文社会系研究科、2005年。NCID BA79578959